# J. J. Avila
Joseph John "J. J." Avila Jr. (McAllen, Texas, 11 de octubre de 1991) es un baloncestista mexico-americano que pertenece a la plantilla de Halcones de Xalapa de la Liga Nacional de Baloncesto Profesional de México. Con 2,01 metros de estatura, juega en la posición de alero.

## Trayectoria deportiva

### Universidad
Jugó dos temporadas con los Midshipmen de la Academia Naval de los Estados Unidos, en las que promedió 13,3 puntos, 6,1 rebotes y 2,6 asistencias por partido. En su primera temporada fue uno de los mejores freshman de al historia de los Midshipmen, acabando segundo en anotación (13,5), rebotes (5,3), asistencias (74) y porcentaje de tiros libres. Lideró a los novatos de la Patriot League en todos esos apartados, además de robos y tapones. Fue uno de los únicos cuatro novatos en la historia de Navy, y el primero desde Vernon Butler en 1983 en promediar más de 10 puntos y 5 rebotes por partido. Al año siguiente se perdió los 8 últimos partidos de la temporada al abandonar voluntariamente la academia naval. El año que impone la NCAA para cambiar de universidad lo pasó en el pequeño South Texas College, incorporándose a los Rams de la Universidad Estatal de Colorado en 2013.
En su nueva universidad jugó dos temporadas, en las que promedió 16,7 puntos, 7,4 rebotes y 3,1 asistencias por partido, siendo incluido en 2015 en el mejor quinteto de la Mountain West Conference.

### Profesional
Tras no ser elegido en el Draft de la NBA de 2015, se unió a los Houston Rockets para disputar las Ligas de Verano. El 27 de julio firmó por el Stella Artois Leuven Bears de la liga belga, donde jugó una temporada en la que promedió 11,1 puntos, 5,1 rebotes y 3,2 asistencias por partido.
En julio de 2016 se unió a los New York Knicks para disputar las Ligas de Verano. El 26 de septiembre de 2016 firmó con los Chicago Bulls para disputar la pretemporada, pero fue despedido tras disputar dos partidos de preparación. El 1 de noviembre fue adquirido por los Windy City Bulls de la NBA D-League como jugador afiliado de chicago.
En julio de 2023 fichó con el Fuerza Regia de Monterrey de la Liga Nacional de Baloncesto Profesional de México.
En 2024 firma con Diablos Rojos del México con los que consigue el campeonato de la Liga Nacional de Baloncesto Profesional de México 2024.
El 12 de junio de 2025 es presentado como refuerzo de los Halcones de Xalapa de la Liga Nacional de Baloncesto Profesional de México.